# 2023 en Norvège
Chronologie de la Norvège
- 2019
- 2020
- 2021
- 2022
- 2023
- 2024
- 2025
- 2026
- 2027

Cet article présente les faits marquants de l'année 2023 en Norvège ou relatifs à la Norvège.

## Gouvernance
- Harald V est roi de Norvège.
- Jonas Gahr Støre dirige le gouvernement.

## Événements
- Les élections municipales et régionales norvégiennes de 2023 ont lieu le 11 septembre 2023 en Norvège afin de renouveler les membres des conseils municipaux et des conseils de comtés[1].
- 8 août : la Tempête Hans fait des dégats en scandinavie. En norvège de nombreuses personnes doivent être évacuées[2].

## Sport

### Football
- La Coupe de Norvège de football 2022-2023 est la cent seizième édition de la Coupe de Norvège. Le vainqueur se qualifie pour le 3e tour de qualification de Ligue Europa Conférence 2023-2024.
- Le championnat de Norvège féminin de football 2023 est la 37e édition du championnat de Norvège féminin. Le SK Brann défend son titre tandis que Åsane est promu.
- La saison 2023 du Championnat de Norvège de football est la 79e édition de la première division norvégienne. Les seize équipes s'affrontent au sein d'une poule unique, en matches aller-retour, à domicile et à l'extérieur. À l'issue de la saison, les deux derniers du classement sont relégués et remplacés par les deux meilleures formations de 1. divisjon, la deuxième division norvégienne. Le club classé 14e doit disputer un barrage de promotion-relégation face au vainqueur du tournoi accession de deuxième division. Molde FK est le tenant du titre. SK Brann et Stabæk Fotball accèdent à l'élite norvégienne.

### Cyclisme
- L'Arctic Race of Norway 2023 est la 10e édition de cette course cycliste masculine sur route. Elle a lieu du 17 au 20 août 2023 en Norvège et fait partie du calendrier UCI ProSeries 2023.
- La 12e édition du Tour de Norvège a eu lieu du 26 mai 2023 au 29 mai 2023. La course fait partie du calendrier UCI ProSeries 2023 en catégorie 2.Pro.
- La 2e édition du Tour de Scandinavie féminin a lieu du 23 au 27 août 2021. Elle fait partie de l'UCI World Tour. Cette édition est composée de 5 étapes, allant de Mysen en Norvège à Haderslev au Danemark.

### Handball
- Le Championnat du monde féminin de handball 2023 est la 26e édition du Championnat du monde féminin de handball qui a lieu du 29 novembre au 17 décembre 2023 au Danemark, en Norvège et en Suède. La France remporte son troisième titre dans la compétition après 2003 et 2017 en battant en finale la Norvège 31 à 28. Le Danemark glane la médaille de bronze en s'imposant face au dernier pays hôte, la Suède.

## Culture

### Cinéma
- The Arctic Convoy est un film norvégien réalisé par Henrik Martin Dahlsbakken, sorti en 2023. Le scénario s'appuie sur l'histoire du Convoi PQ 17 qui a relié l'Islande à la Russie en juillet 1942. Le seul personnage féminin du film est inspiré de Fern Blodgett Sunde (en), la première femme opératrice radio à bord d'un navire marchand norvégien.
- Is Heaven Blue? 2 est un film d'animation de court métrage norvégien et néerlandais réalisé par Menno de Nooijer et Paul de Nooijer, sorti en 2023.
- Munch est un film norvégien réalisé par Henrik Martin Dahlsbakken, sorti en 2023. C'est un film biographique sur le peintre norvégien Edvard Munch.

### Chanson
- La Norvège est l'un des trente-sept pays participant au Concours Eurovision de la chanson 2023, qui se tient du 9 au 13 mai 2023, à Liverpool au Royaume-Uni. Le pays est représenté par Alessandra Mele avec sa chanson Queen of Kings, sélectionnée au moyen du Melodi Grand Prix. Le pays se classe 5e avec 268 points lors de la finale.

## Naissances
- Naissance en Norvège en 2023

## Décès
- Décès en Norvège en 2023